# Дайч, Самуил Аронович
Самуил Аронович Дайч (1 марта 1928, Киев — 6 июня 1988, Львов) — советский органист, пианист и музыкальный педагог.

## Биография
Родился в семье служащих. Начал учиться музыке в 1936 году в киевской музыкальной школе им. Н. В. Лысенко по классу фортепиано Б. Милича. В июне 1941 года семья эвакуировалась в Пермь. Сюда были эвакуированы некоторые высшие и средние музыкальные учебные заведения из Москвы, Ленинграда и Киева, город стал одним из центров музыкальной культуры. В Перми С. Дайч учился в общеобразовательной школе и музыкальном училище по классу фортепиано: он попал в класс профессора Ленинградской консерватории, известного органиста и пианиста Исайи Браудо. Это определило дальнейшую судьбу С. Дайча как органиста.
В июне 1944 года вместе с семьей С. Дайч вернулся в Киев и продолжил учёбу в Киевской консерватории по классу фортепиано у Абрама Луфера. Но желание стать органистом победило, и в 1947 году он перевелся в Ленинградскую консерваторию в класс фортепиано и органа профессора И. Браудо. В 1951 году, закончив консерваторию по классу фортепиано, по распределению он приехал во Львов, где работал солистом-пианистом и концертмейстером Львовской филармонии, а позже — педагогом по классу фортепиано в специальной музыкальной школе и продолжал обучаться в аспирантуре по классу органа при Ленинградской консерватории, которую окончил в 1955 году. С 1961 года работал старшим преподавателем Львовской консерватории им. Н. В. Лысенко.
Исполнительская деятельность Самуила Дайча как органиста началась в 1962 году. Органные концерты Дайча регулярно проходили во многих городах СССР, в том числе в Домском соборе (Рига), концертном зале им. Д.Шостаковича Ленинградской филармонии. Основой репертуара Дайча были произведения И. С. Баха и композиторов добаховской поры. Значительное место в репертуаре занимали также композиции советских, в частности украинских авторов: Н. Колессы, В. Губы, Л. Дичко, Г. Мушеля, Б. Тищенко и других. Игру С. Дайча отличали высокий профессионализм, уважение к авторскому замыслу, масштабность прочтения, виртуозность, точная пальцевая атака, активное использование педали, рельефность музыкальной фразировки.
Учениками Дайча были ныне известные украинские искусствоведы и педагоги, пианисты и органисты. Он создал уникальную частную библиотеку.
Самуил Дайч похоронен на Яновском кладбище во Львове рядом с женой Еленой Александровной Мутман, преподавателем специального фортепиано Львовской специальной музыкальной школы-интерната им. С. Крушельницкой.
Его сын Владимир Самуилович Дайч — заслуженный артист РФ, заведующий кафедрой специального фортепиано, профессор Ростовской государственной консерватории имени С. В. Рахманинова.

## Дискография
- М. Колесса. Прелюдия и фуга — На компакт-диске «Органная музыка львовских композиторов XVI—XX вв.» Исп. С. Дайч (арх.запись 1982 г). Изд. Благотворительная ассоциация друзей органной музыки и искусств, г. Львов. Звукорежиссёр Б.Стефура. Продюсер С.Калиберда.
- «Выдающиеся органисты. Самуил Дайч». Львовский дом органной и камерной музыки, орган «Rieger-Kloss» op.3375, 1968 год, 60 рег. Изд. Благотворительная ассоциация друзей органной музыки и искусств, г. Львов. Звукорежиссёр Б. Стефура. Продюсер С. Калиберда.